# Jean-Marc Coicaud
Jean-Marc Coicaud (ur. 23 maja 1957 w Les Herbiers) – francusko-amerykański prawnik, profesor nauk prawnych, nauczyciel akademicki, od 2011 dziekan Wydziału Stosunków Międzynarodowych Uniwersytetu Rutgersa.

## Życiorys
Studiował filozofię, literaturę, prawo, nauki polityczne i językoznawstwo na Uniwersytecie Harvarda koło Bostonu oraz w Paryżu na Sorbonne-Pantheon i w Instytucie Nauk Politycznych. Stopień doktora nauk prawnych uzyskał w 1982, a habilitację w zakresie teorii prawnej i politycznej w 1993. W 2011 otrzymał profesurę.
Wieloletni pracownik Ministerstwa Spraw Zagranicznych Francji i Parlamentu Europejskiego. W 1992 sekretarz generalny ONZ Butrus Butrus Ghali powierzył mu funkcję w Biurze Wykonawczym ONZ, którą pełnił do 1996. Od 2003 do 2011 był rektorem Uniwersytetu Narodów Zjednoczonych, wcześniej pełnił tam rolę dyrektora studiów.
Od 2011 jest dziekanem Wydziału Stosunków Międzynarodowych Uniwersytetu Rutgersa.
Prowadzi odczyty i wykłady na licznych uniwersytetach, m.in. na Uniwersytecie Northwestern jako Roberta Buffet Visiting Professor in International and Comparative Studies. Członek Rady Carnegie i Academia Europaea. Jest autorem wielu dzieł w tematyce prawa międzynarodowego, w tym 15 książek.

## Wybrane publikacje
- Emotions and Passions in International Politics Beyond Mainstream International Relations (Cambridge University Press, 2016)
- Fault Lines of International Legitimacy (Cambridge University Press, 2009)
- Mai Xiang Guo Ji Fa Zhi (Sanlian Shudian, 2008)
- Kokuren no Genkai/Kokuren no Mirai (Fujiwara Shoten, 2007)
- Beyond the National Interest: The Future of UN Peacekeeping and Multilateralism in an Era of U.S. Primacy (United States Institute of Peace Press, 2007)
- Ethics in Action: The Ethical Challenges of International Human Rights Non-Governmental Organizations (Cambridge University Press, 2006)
- Legitimacy and Politics: A Contribution to the Study of Political Right and Political Responsibility (Cambridge University Press, 2002)
- Légitimité et Politique (Presses Universitaires de France, 1997)
- L'introuvable Démocratie Autoritaire (L’Harmattan, 1996)